# I Believe in Miracles
I Believe in Miracles – singel zespołu Ramones, promujący album Brain Drain, wydany w 1989 w Niemczech przez wytwórnię Chrysalis Records.

## Lista utworów
1. „I Believe in Miracles” (Dee Dee Ramone/Daniel Rey) – 3:19
2. „All Screwed Up” (Joey Ramone/Andy Shernoff/Marky Ramone/Daniel Rey) – 3:59

## Skład
- Joey Ramone – wokal
- Johnny Ramone – gitara, wokal
- Dee Dee Ramone – gitara basowa, wokal
- Marky Ramone – perkusja

Gościnnie:
- Andy Shernoff – gitara basowa w "All Screwed Up"
- Artie Smith – gitara
- Robert Musso – gitara